# Svein Gjedrem
Svein Ingvar Gjedrem (Finnøy, 25 gennaio 1950) è un economista ed ex calciatore norvegese, di ruolo difensore.

## Carriera

### Giocatore

#### Club
Gjedrem ha vestito la maglia del Viking dal 1967 al 1970. Nel 1968 ha avuto l'opportunità di esordire in 1. divisjon. Ha totalizzato 19 presenze in campionato, nel corso di queste stagioni in squadra.
Nel 1971 è passato al Lyn Oslo. Ha debuttato con questa casacca in data 6 giugno, schierato titolare nel pareggio per 1-1 maturato sul campo dell'HamKam. Ha disputato 4 partite nelle competizioni europee per questa squadra. È rimasto in forza al Lyn Oslo fino al 1977.

#### Nazionale
Gjedrem ha rappresentato la Norvegia a livello Under-19 e Under-21. Per quanto concerne quest'ultima selezione, ha effettuato il proprio esordio in data 31 maggio 1969, schierato titolare nella sconfitta per 1-2 contro la Svezia.

### Dopo il ritiro
Laureato all'Università di Oslo, ha lavorato per la Norges Bank dal 1975 al 1979. Dal 1979 al 1998 ha lavorato invece per il Ministero delle Finanze locale. Dal 1999 al 2010 è stato governatore della Norges Bank.

## Statistiche

### Presenze e reti nei club
| Stagione        | Club            | Campionato      | Campionato | Campionato | Coppe nazionali | Coppe nazionali | Coppe nazionali | Coppe continentali | Coppe continentali | Coppe continentali | Supercoppe | Supercoppe | Supercoppe | Totale | Totale |
| Stagione        | Club            | Comp            | Pres       | Reti       | Comp            | Pres            | Reti            | Comp               | Pres               | Reti               | Comp       | Pres       | Reti       | Pres   | Reti   |
| --------------- | --------------- | --------------- | ---------- | ---------- | --------------- | --------------- | --------------- | ------------------ | ------------------ | ------------------ | ---------- | ---------- | ---------- | ------ | ------ |
| 1967            | Viking          | 2D              | 1          | 0          | CN              | 0               | 0               | -                  | -                  | -                  | -          | -          | -          | 1      | 0      |
| 1968            | Viking          | 1D              | 5          | 0          | CN              | 1               | 0               | -                  | -                  | -                  | -          | -          | -          | 6      | 0      |
| 1969            | Viking          | 1D              | 13         | 0          | CN              | 4               | 0               | -                  | -                  | -                  | -          | -          | -          | 17     | 0      |
| 1970            | Viking          | 1D              | 1          | 0          | CN              | 0               | 0               | -                  | -                  | -                  | -          | -          | -          | 1      | 0      |
| Totale Viking   | Totale Viking   | Totale Viking   | 19         | 0          |                 | 5               | 0               |                    | -                  | -                  |            | -          | -          | 24     | 0      |
| 1971            | Lyn Oslo        | 2D              | 12         | 0          | CN              | 3               | 0               | CdC                | 2                  | 0                  | -          | -          | -          | 17     | 0      |
| 1972            | Lyn Oslo        | 1D              | 16         | 0          | CN              | 3               | 0               | CU                 | 2                  | 0                  | -          | -          | -          | 21     | 0      |
| 1973            | Lyn Oslo        | 1D              | 20         | 0          | CN              | 3               | 0               | -                  | -                  | -                  | -          | -          | -          | 23     | 0      |
| 1974            | Lyn Oslo        | 2D              | 13         | 0          | CN              | 1               | 0               | -                  | -                  | -                  | -          | -          | -          | 14     | 0      |
| 1975            | Lyn Oslo        | 2D              | 17         | 0          | CN              | 2               | 0               | -                  | -                  | -                  | -          | -          | -          | 19     | 0      |
| 1976            | Lyn Oslo        | 2D              | 19         | 0          | CN              | 2               | 0               | -                  | -                  | -                  | -          | -          | -          | 21     | 0      |
| 1977            | Lyn Oslo        | 2D              | 16         | 0          | CN              | 2               | 0               | -                  | -                  | -                  | -          | -          | -          | 18     | 0      |
| Totale Lyn Oslo | Totale Lyn Oslo | Totale Lyn Oslo | 113        | 0          |                 | 16              | 0               |                    | 4                  | 0                  |            | -          | -          | 133    | 0      |
| Totale          | Totale          | Totale          | 132        | 0          |                 | 16              | 0               |                    | 4                  | 0                  |            | -          | -          | 152    | 0      |